# Adoretus minutus
Adoretus minutus är en skalbaggsart som beskrevs av Brenske 1893. Adoretus minutus ingår i släktet Adoretus och familjen Rutelidae. Inga underarter finns listade i Catalogue of Life.